# Krótkodziobek
Krótkodziobek (Smicrornis brevirostris) – gatunek bardzo małego ptaka z rodziny buszówkowatych (Acanthizidae), jedyny przedstawiciel rodzaju Smicrornis. Występuje w całej Australii, z wyjątkiem wschodniego centrum i kawałka na północnym zachodzie. Nie jest zagrożony. 

## Podgatunki i zasięg występowania
Wyróżnia się kilka podgatunków S. brevirostris:
- krótkodziobek żółtawy (S. brevirostris flavescens) – północna, północno-środkowa Australia
- krótkodziobek brązowawy (S. brevirostris brevirostris) – wschodnia Australia
- S. brevirostris occidentalis – Australia południowo-zachodnia do południowo-środkowej
- S. brevirostris ochrogaster – zachodnio-środkowa Australia

## Morfologia
WyglądO około centymetr mniejszy od mysikrólika. Brak dymorfizmu płciowego. Ma bardzo krótki, stożkowaty dziób. Jasnoszary wierzch ciała z ciemniejszymi, lekko zielonkawymi skrzydłami. Piaskowa pierś, brzuch jaśniejszy z jasnożółtymi bokami. Szare nogi i ciemnoszary ogon.
Wymiary
- długość ciała: 8 cm
- masa ciała: 5 g

## Ekologia i zachowanie
BiotopSuche lasy i skrub.
ZachowanieŻeruje z innymi ptakami w wielogatunkowych stadach, wydaje krótki gwizd. Pożywia się w koronach drzew. Bardzo aktywny. Jest w większości ptakiem osiadłym, ale może od czasu do czasu podejmować krótkie wędrówki.
PożywienieGłównie owady.
LęgiOkres lęgowy trwa od lipca do lutego. Buduje kopulaste gniazdo z traw, puchu roślinnego  i liści; jest starannie wykonane. U góry jest umieszczony wąski otwór wejściowy. Samica składa 2 lub 3 brązowo plamkowane jaja.

## Status
Międzynarodowa Unia Ochrony Przyrody (IUCN) uznaje krótkodziobka za gatunek najmniejszej troski (LC – least concern) nieprzerwanie od 1988 roku. Liczebność populacji nie została oszacowana, ale ptak ten często bywa pospolity. Trend liczebności populacji uznawany jest za spadkowy.